# Třída Ceres
Třída Ceres byla třída lehkých křižníků Royal Navy. Byla to šestá ze sedmi tříd lehkých křižníků souhrnně označovaných jako třída C. Celkem bylo postaveno pět jednotek této třídy. Ve službě byly od roku 1917. Byly to poslední britské lehké křižníky, zařazené do služby během první světové války. Všechny křižníky se účastnily bojů první a druhé světové války. Během služby byly tři přestavěny na protiletadlové křižníky. Ve druhé světové válce byly tři jednotky ztraceny. Zbylé dvě byly po válce sešrotovány.

## Stavba
Stavba pětice křižníků byla objednána v březnu a dubnu 1916. Hlavní změnou bylo soustředění dvou 152mm kanónů na přídi, přičemž druhý byl ve vyvýšené pozici. To si vynutilo překonstruování hlavní nástavby. Při stejné výzbroji se zvýšila palebná síla křižníků. Do služby byly zařazeny v letech 1917–1918.
Jednotky třídy Ceres:
| Jméno                 | Loděnice          | Založení kýlu     | Spuštění na vodu | Přijetí do služby | Status                                                                                 |
| --------------------- | ----------------- | ----------------- | ---------------- | ----------------- | -------------------------------------------------------------------------------------- |
| Cardiff (ex Caprice)  | Fairfield         | 22. července 1916 | 12. dubna 1917   | červen 1917       | Prodán do šrotu 1946.                                                                  |
| Ceres                 | John Brown        | 11. července 1916 | 24. března 1917  | červen 1917       | Prodán do šrotu 1946.                                                                  |
| Coventry (ex Corsair) | Swan Hunter       | 4. srpna 1918     | 6. července 1917 | únor 1918         | Dne 14. září 1942 poblíž obleženého Tobruku potopen italskými letadly.                 |
| Curacoa               | Pembroke Dockyard | červenec 1916     | 5. května 1917   | únor 1918         | Dne 2. října 1942 se severně od Irska potopil po srážce s pasažérskou lodí Queen Mary. |
| Curlew                | Vickers           | 21. srpna 1916    | 5. července 1917 | prosinec 1917     | Dne 26. května 1940 potopen v Norsku německými bombardéry.                             |

## Konstrukce

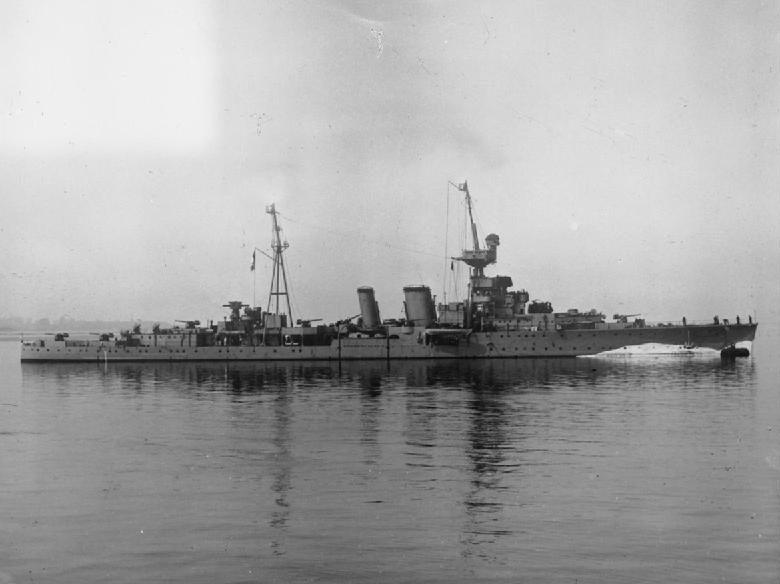
HMS Coventry

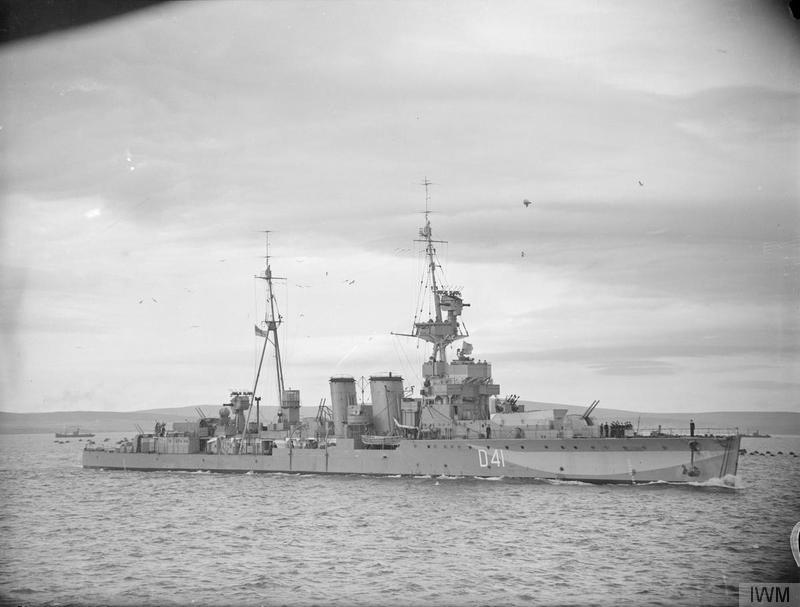
HMS Curacoa jako protiletadlový křižník

### Lehké křižníky
Prvotní výzbroj i pancéřování křižníků se shodovaly s předcházející třídou Caledon. Lodě nesly pět 152mm kanónů, dva 76mm kanóny a čtyři dvojité 533mm torpédomety. Pohonný systém tvořilo šest kotlů Yarrow a dvě turbínová soustrojí Parsons o výkonu 40 000 hp, pohánějící dva lodní šrouby. Nejvyšší rychlost dosahovala 29 uzlů.

### Protiletadlové křižníky
V letech 1935–1936 byly křižníky Coventry a Curlew upraveny na protiletadlové křižníky, přičemž v roce 1940 byla dokončena podobná úprava křižníku Curacao. Přestavbě křižníků Cardiff a Ceres zabránilo vypuknutí války. Veškerá dosavadní výzbroj byla sejmuta a jejich hlavní zbraní se staly nové dvouúčelové 102mm kanóny. Coventry a Curlew jich měly deset, přičemž je doplňovalo šestnáct 40mm kanónů a osm 12,7mm kulometů. Curacoa byl dokončen v mírně odlišné podobě. Jeho výzbroj v době potopení tak tvořilo osm 102mm kanónů, šest 40mm kanónů, pět 20mm kanónů a osm 12,7mm kulometů.

## Osudy

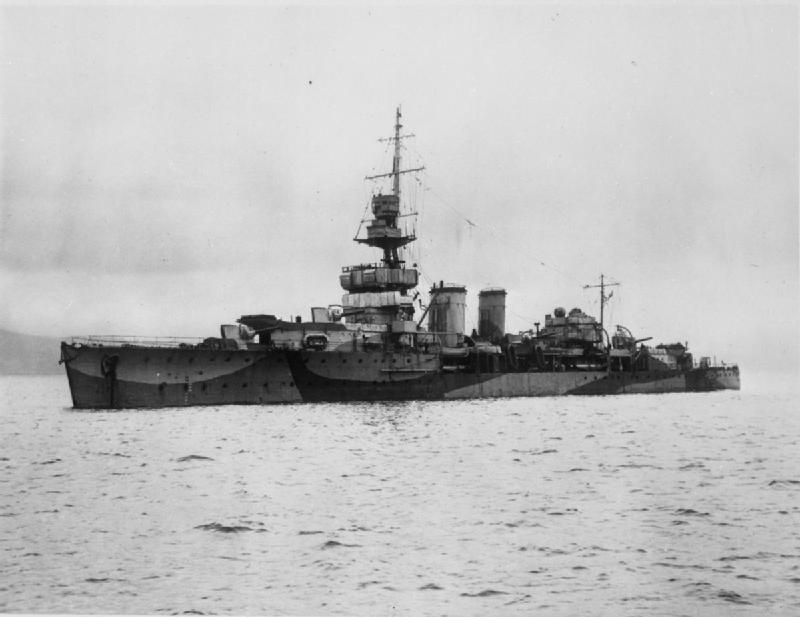
HMS Cardiff v roce 1942

Všechny křižníky se účastnily první i druhé světové války. Tři z nich byly během války ztraceny. Curlew potopila 26. května 1940 německá letadla během jeho nasazení v Norsku. Curacoa se 2. října 1942 severně od Irska srazil s pasažérskou lodí Queen Mary a následně se potopil. Coventry potopily 14. září 1942 poblíž obleženého Tobruku italské letouny. Ceres a Cardiff válku přečkaly a byly v roce 1946 vyřazeny.